# Zilant

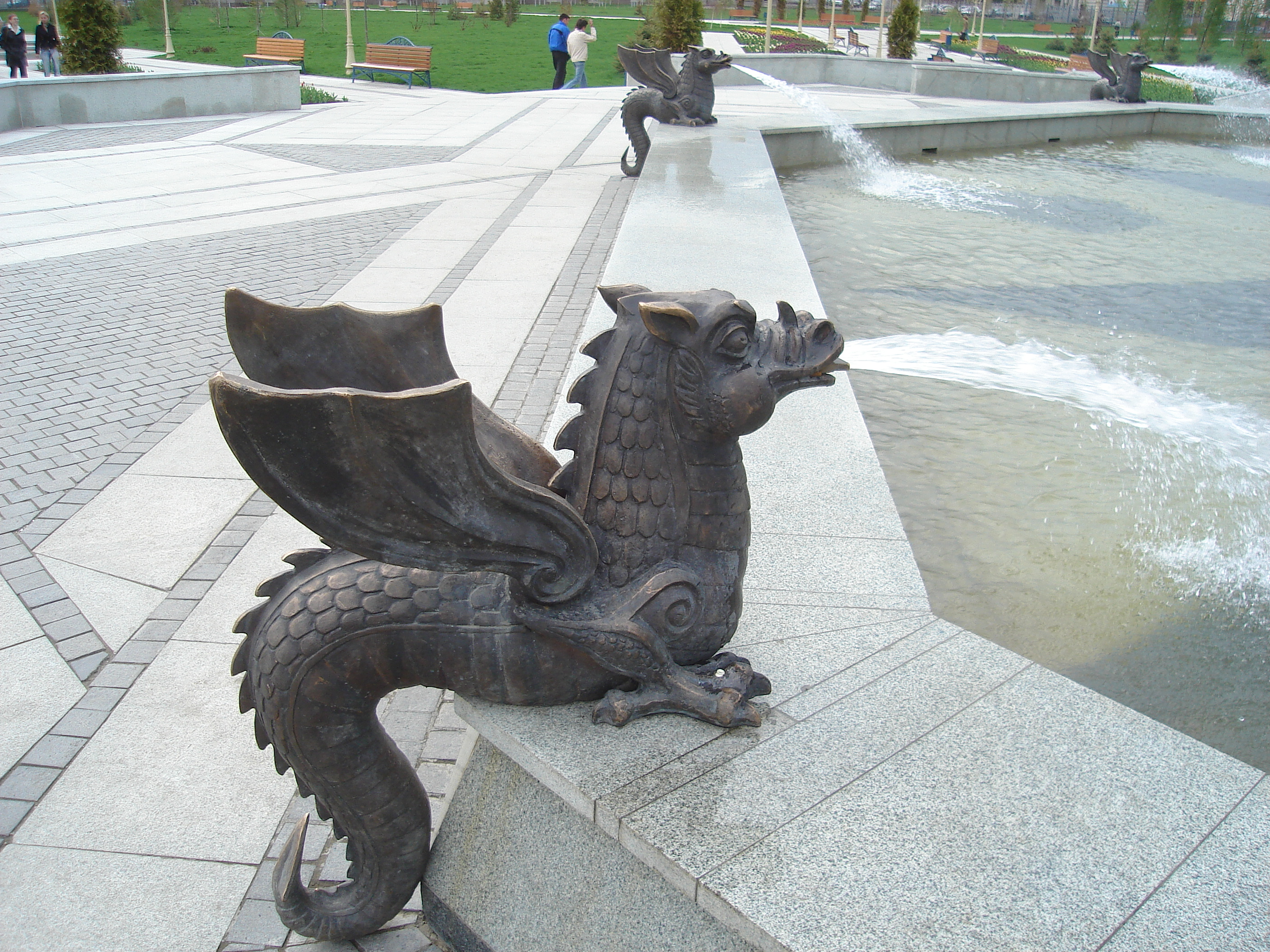

O Zilant é uma criatura lendária aparentada ao dragão e à serpe. Faz parte do Tartaristão, (hoje parte da Rússia).  

## Etimologia
A palavra Zilant é a transliteração do russo Зилант, o qual derivou do tártaro yılan/елан [jɯlɑn`] (“serpente”, por vezes pronunciado  [ʓɯlɑn`]).
Os próprios tártaros usam frequentemente o termo persa Zahha/Ajdaha (Dragão)  ou Ajdaha-yılan (Serpente-dragão). Conforme se diz na região russa de Idel-Ural, toda serpente que vive cem anos se transforma no Dragão Ajdaha.

## Brasões com Zilant

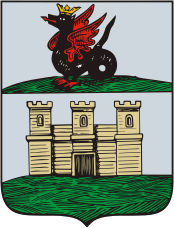
Arsk (1781)
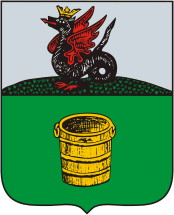
(1781)
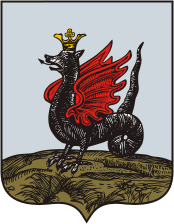
(1781)
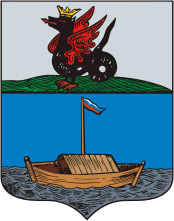
Laishevoo (1781)
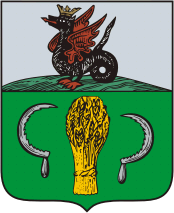
Mamadysh (1781)
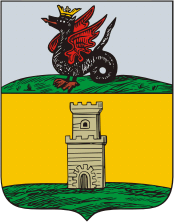
Bolgar (1781)
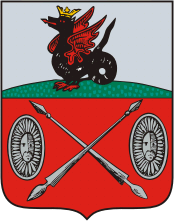
Teetyushi (1781)
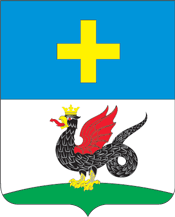
Kashira, Moscou Oblast (1998)

## Nota
1. ↑  [ʌʒdɑhɑ`], Cirílico: Аждаһа, Iske imla: اژدها
2. ↑  (Tatar) "Ajdaha/Аждаһа". Enciclopédia Tatar  (2002). Kazan: “Tatarstan Republic Academy of Sciences Institution of the Tatar Encyclopaedia”